# Ley general de los gases
La ley experimental de los gases consiste en la combinación de la ley de Charles, la ley de Boyle-Mariotte y la ley de Gay-Lussac. Estas leyes se refieren a cada una de las variables que son presión, volumen y temperatura absoluta. 
La ley de Charles establece que el volumen y la temperatura absoluta son directamente proporcionales cuando la presión es constante. 
La ley de Boyle afirma que presión  y el volumen son inversamente proporcionales entre sí a temperatura constante. 
Finalmente, la ley de Gay-Lussac introduce una proporcionalidad directa entre la presión y la temperatura absoluta, siempre y cuando se encuentre a un volumen constante.
La interdependencia de estas variables se muestra en la ley de los gases combinados, que establece claramente que:

La relación entre el producto presión-volumen y la temperatura de un sistema permanece constante.

Matemáticamente puede formularse como:

{\displaystyle {\frac {PV}{T}}=K}

Donde:
- P es la presión
- V  es el volumen
- T  es la  temperatura absoluta (en kelvins)
- K  es una constante (con unidades de energía dividido por la temperatura) que dependerá de la cantidad de gas considerado.

Donde presión, volumen y temperatura se han medido en dos instantes distintos 1 y 2 para un mismo sistema.
En adición de la ley de Avogadro al rendimiento de la ley de gases combinados se obtiene la ley de los gases ideales.

## Derivación a partir de las leyes de los gases
Ley de Charles muestra que el volumen es proporcional a temperatura absoluta:

(2){\displaystyle V=k_{2}T\qquad }

Ley de Gay-Lussac dice que la presión es proporcional a la temperatura absoluta:

(3){\displaystyle P=k_{3}T\qquad }

donde P es la presión, V el volumen y T la temperatura absoluta de un gas ideal.
Mediante la combinación de (2) o (3) podemos obtener una nueva ecuación con P, V y T.

{\displaystyle PV=k_{2}{k}_{3}{T}^{2}}

Definiendo el producto de K2 por K3 como K4:

{\displaystyle PV=k_{4}{T}^{2}}

Multiplicando esta ecuación por (1):

{\displaystyle {(PV)}^{2}={k}_{1}k_{4}{T}^{2}}

Definiendo k5 como el producto de k1 por k4 reordenando la ecuación:

{\displaystyle {\frac {{(PV)}^{2}}{{T}^{2}}}={k}_{5}}

Sacando raíz cuadrada:

{\displaystyle {\frac {PV}{T}}={\sqrt {{k}_{5}}}}

Renombrando la raíz cuadrada de k5 como K nos queda la ecuación general de los gases:

{\displaystyle {\frac {PV}{T}}=K\qquad }

## Aplicaciones
La ley de los gases combinados se puede utilizar para explicar la mecánica que se ven afectados de presión, temperatura y volumen. Por ejemplo: los acondicionadores de aire, refrigeradores y la formación de nubes.